# SN 2001hq
SN 2001hq – supernowa odkryta 12 listopada 2001 roku w galaktyce A043736-0124. W momencie odkrycia miała maksymalną jasność 24,60m.